# 王永寧 (萬曆進士)
王永寧（1555年—？），字世卿，號绍滨，浙江湖州府烏程縣人，匠籍，明朝政治人物。

## 生平
萬曆七年（1579年）己卯科浙江鄉試第七名，萬曆八年（1580年）庚辰科會試第一百十一名，登三甲第二百零三名進士。礼部觀政，次年授临川知县，十五年升南京吏部主事，十九年升员外郎，二十年升郎中，二十三年三月因考察，降职为六安州同知，二十四年升滁州知州，二十七年升南京工部员外郎，二十八年升郎中，三十一年升臨江知府，三十四年升江西副使，三十八年三月升广东右参政。四十四年升本省参政

## 家族
曾祖王銘；祖父王演，曾任府推官；父王國柱，封知县。母李氏；繼母李氏。